# Les Rois du swing
Pour plus de détails, voir Fiche technique et Distribution.
Les Rois du swing (Have You Got Any Castles?) est un cartoon Merrie Melodies réalisé par Frank Tashlin en 1938.